# 戰爭紀念碑 (倫敦)
戰爭紀念碑（或譯和平紀念碑）是位于英國倫敦白廳的戰爭紀。它最早是在第一次世界大戰結束時的勝利閲兵時豎立的臨時建築，但在全國民意支持下在1920年改爲永久性的建築，並成爲英國的主要國家級戰爭紀念碑。
紀念碑由埃德溫·魯琴斯設計，1919年至1920年之間由霍蘭·漢能·邱比玆公司（Holland, Hannen & Cubitts）以波特兰石建成，代替了也是魯琴斯設計的、原來在同一位置的木結構石膏質臨時紀念碑。在每年離11月11日國殤紀念日最近的星期日（國殤禮拜日），英國的全國性國殤紀念儀式即在此舉行。魯琴斯的紀念碑設計在世界各國廣泛使用：在澳大利亞、加拿大、新西蘭、百慕大和香港等地都有相同形制的戰爭紀念碑。

## 譯名
“Cenotaph”是“空冢”（空的墳墓）的意思，亦即此紀念碑雖非墳墓，但具有象徵墳墓的外形，代表了對戰爭中陣亡士兵的悼念。中文裏很少有直譯或音譯的用法，通常譯為“戰爭紀念碑”、“和平紀念碑”，後者為香港中環的同型紀念碑所採用的中文名稱。

## 來历

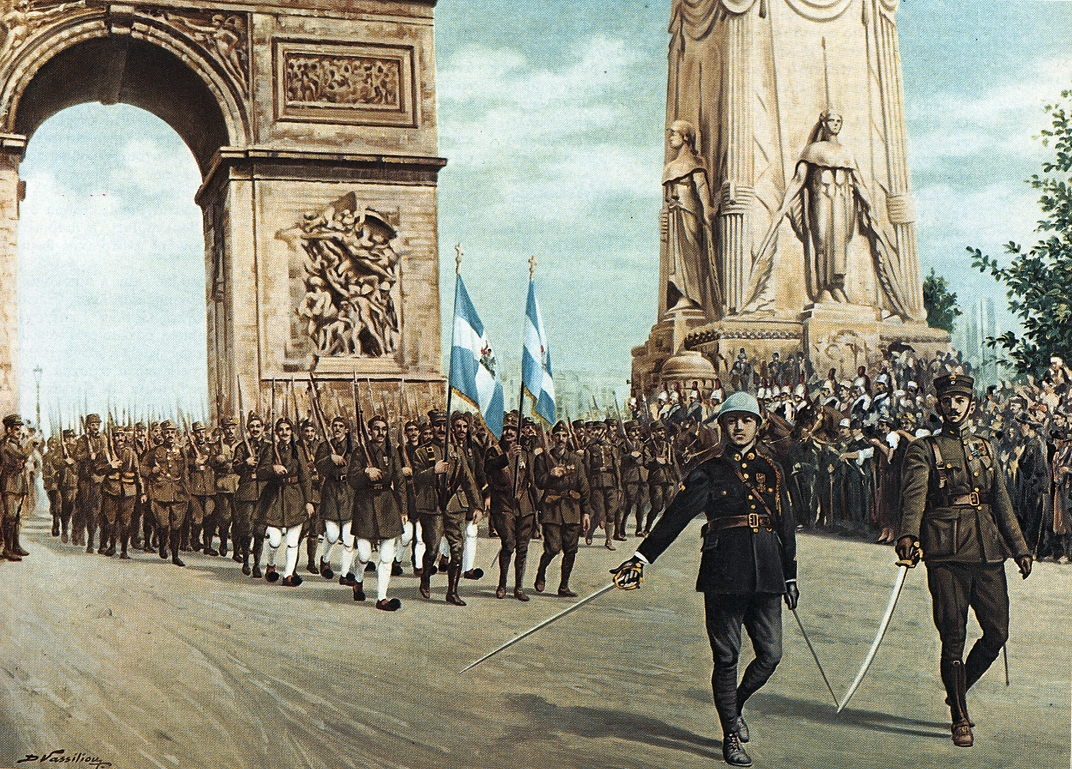
1919年7月14日舉行的巴黎勝利閲兵，在凱旋門（左側）旁豎立了一座臨時的象徵性靈柩台（右側）

戰爭紀念碑原為木結構、石膏質建築，由埃德溫·魯琴斯爵士設計，1919年建成。此紀念碑是1919年7月19日舉行倫敦勝利閲兵（也稱作“和平日閲兵”）時建造的數座臨時建築之一：此次閲兵是爲了紀念第一次世界大戰在1919年6月28日隨著凡爾賽和約簽訂而正式結束。作爲閲兵綫路上的數座臨時木質紀念建築之一，直到慶典舉行前兩星期才首次提議搭建這座建築。主持慶典的和平慶典委員會在討論之後，決定邀請魯琴斯來到唐寧街討論紀念碑的設計。首相大衛·勞萊·佐治在這次會談中提出建造一座靈柩台式的建築（類似在法國的巴黎勝利閲兵式中準備在凱旋門前豎立的建築），而魯琴斯則提議搭建“空冢”式樣的建築。
這座臨時紀念碑的輪廓和後來的石質永久性紀念碑相同，即逐層縮小的多層方塔，頂部則為棺槨式樣。臨時紀念碑的兩側以及空冢上放置月桂枝編就的花圈（後來的永久性紀念碑上則以石刻花圈代替）。紀念碑的位置則選為閲兵路綫上、外交部大樓與李士滿樓之間。紀念碑在閲兵前一天揭幕（《泰晤士報》報導說揭幕儀式“安靜”且“非正式”）。在閲兵式上，一些參加的指揮官向空冢敬禮：例如美軍司令约翰·潘兴、法軍司令福煦 、英軍司令黑格、贝蒂等。閲兵式后，紀念碑四周放滿了公衆放置的鮮花和花圈。這時，公衆意見開始要求將紀念碑保留下來，因此1919年7月30日戰時内閣決定建造永久性紀念碑代替木質的建築，並將其指定為英國的正式國家性戰爭紀念碑。1919年10月23日決定公佈，並指明這座波特兰石質地的紀念碑將會“以永久性材料完全複製現有的臨時建築”。

## 設計
魯琴斯最早聽説“空冢”（cenotaph）是在為葛楚德·傑克爾設計名為“孟斯黛樹林”的房子的時候。他為花園設計了一條長椅，把一大塊榆木放置在石質底座上，魯琴斯和傑克爾的朋友、時任大英博物館圖書管理員的查理·李德爾（Charles Liddell）為其取名“西希斯蒙达之空冢”（Cenotaph of Sigismunda）。
魯琴斯設計的戰爭紀念碑通體幾乎沒有表面裝飾，僅在兩側飾有石雕月桂花環、頂部有一個更小的花環。紀念碑兩側花環下方刻有“The Glorious Dead”字樣（意為“光榮殉難者”）。在花環上方則以羅馬數字刻有第一次世界大戰的開始和結束之年：MCMXIV（1914）、MCMXIX （1919）。兩側的花環直徑5英尺（1.5） ，頂端的花環直徑3.6英尺（1.1）。
紀念碑高35英尺（11），重120公噸（120,000）。紀念碑兩側不是平行綫，如果延線往上延伸的話，其想象延伸線在離地980英尺（300）処相交。紀念碑的橫向表面不是平面，而是同心球形的截斷表面，此想象球形的中心在地下900英尺（270）処。這些卷殺設計在臨時紀念碑中是沒有的，是魯琴斯在設計永久性建築時加入的改進。
設計紀念碑的建築師們放棄了設計費，因此紀念碑的建造費用為£7,325，就通貨膨脹調整后等於2010年價值的£255,332。施工于1920年1月19日开始，原來懸挂在臨時紀念碑上的旗幟改送帝國戰爭博物館。建築商為霍蘭·漢能·邱比玆公司（Holland, Hannen & Cubitts），採用波特兰石材料，1920年竣工。

## 揭幕

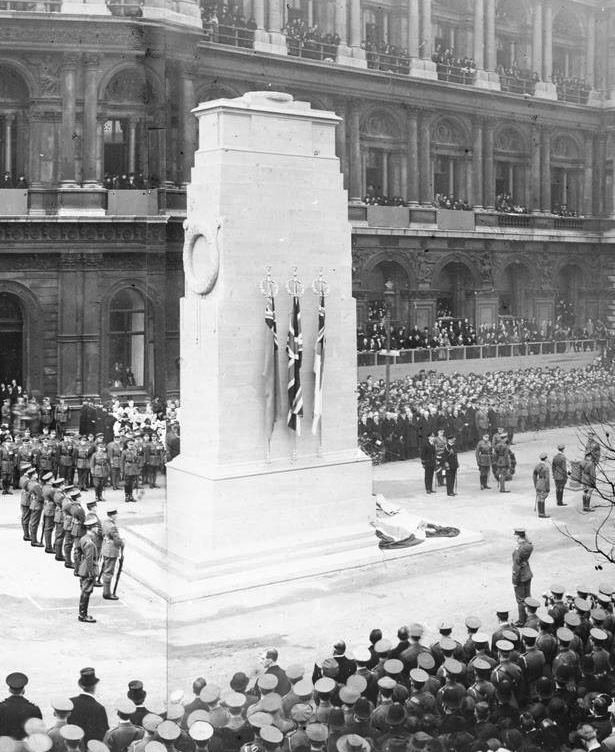
1920年11月11日舉行的揭幕儀式

紀念碑于1920年11月11日由英王喬治五世揭幕，這一天是與德國簽訂停戰協定、第一次世界大戰結束的兩周年紀念日。由於紀念碑所紀念的犧牲者不都是基督教徒，官方決定不對紀念碑作宗教奉獻儀式。揭幕儀式是更大的無名戰士安葬儀式的一部分：當天將無名戰士送往西敏寺安葬的送葬隊伍經過紀念碑，在此等候的國王在無名戰士的靈車上放置花圈，然後揭下紀念碑上覆蓋的多面大型米字旗。

## 旗幟

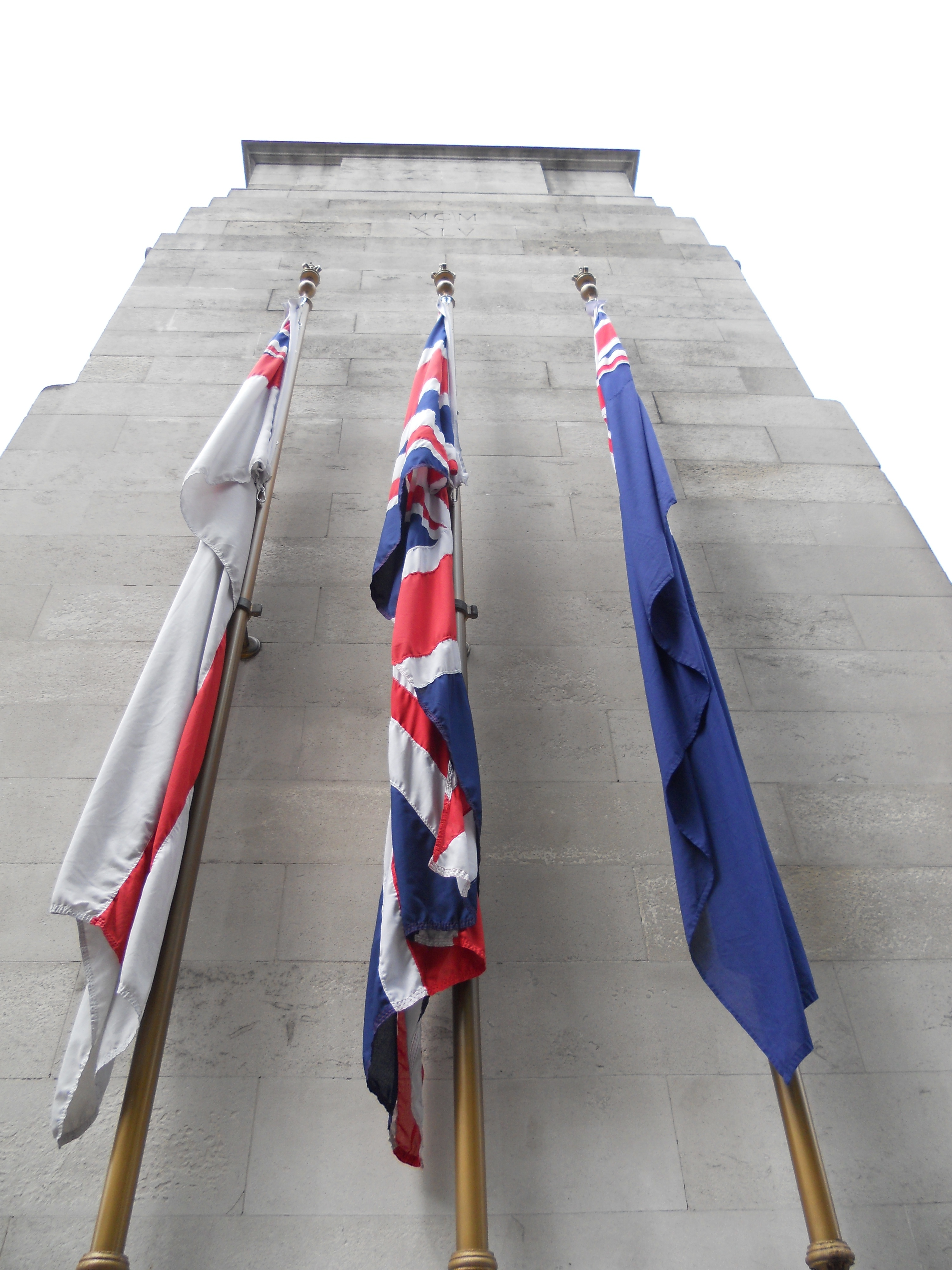
紀念碑上陳列的白船旗、國旗、藍船旗

紀念碑的兩面擺放各種代表英國的旗幟。魯琴斯的原意是這些旗幟也應該採用石雕，但此意見沒有受到採納（魯琴斯在他後來設計的洛赫黛爾戰爭紀念碑上採用了石雕旗幟）。從1919年開始，紀念碑上一面陳列的是聯合旗（英國國旗）、白船旗和紅船旗，另一面是聯合旗、白船旗和藍船旗。1943年4月1日起，紀念碑西側的白船旗由英國皇家空軍旗替代。現在，紀念碑上的旗幟分別代表了皇家海軍、英國陸軍、皇家空軍以及英國商船隊。藍船旗代表皇家海軍預備隊、皇家海軍輔助艦隊以及其他政府部隊，也可以代表各自治領軍隊。
一開始，紀念碑上的旗幟每6-8星期會進行清洗，1922年到1923年之間此規則逐漸鬆弛，以致民衆致信媒體投訴后又恢復。最早的旗幟最多可用五次，每次連續陳列三個月。1939年開始每年替換旗幟10次，每面旗幟清洗兩次后廢棄。1924年開始，廢棄的旗幟送往帝國戰爭博物館，由博物館派送合適的組織。

## 後期歷史
白廳是1945年5月8日（第二次世界大戰歐洲戰場勝利日）倫敦的主要慶祝地點之一。然後在1946年6月8日舉行的倫敦勝利慶典中，遊行隊伍路經紀念碑。紀念碑設計時是紀念第一次世界大戰中大英帝國陣亡軍人的，但後來也擴大涵蓋到第二次世界大戰中的陣亡軍人。因此紀念碑兩側加上了第二次世界大戰的開始和結束年份：MCMXXXIX（（1939）、MCMXLV（1945）。1946年11月11日（國殤禮拜日）由英王喬治六世再度揭幕。現在，紀念碑也紀念此後的戰爭中陣亡的英國軍人。紀念碑在1970年列爲一級登錄建築

## 紀念儀式

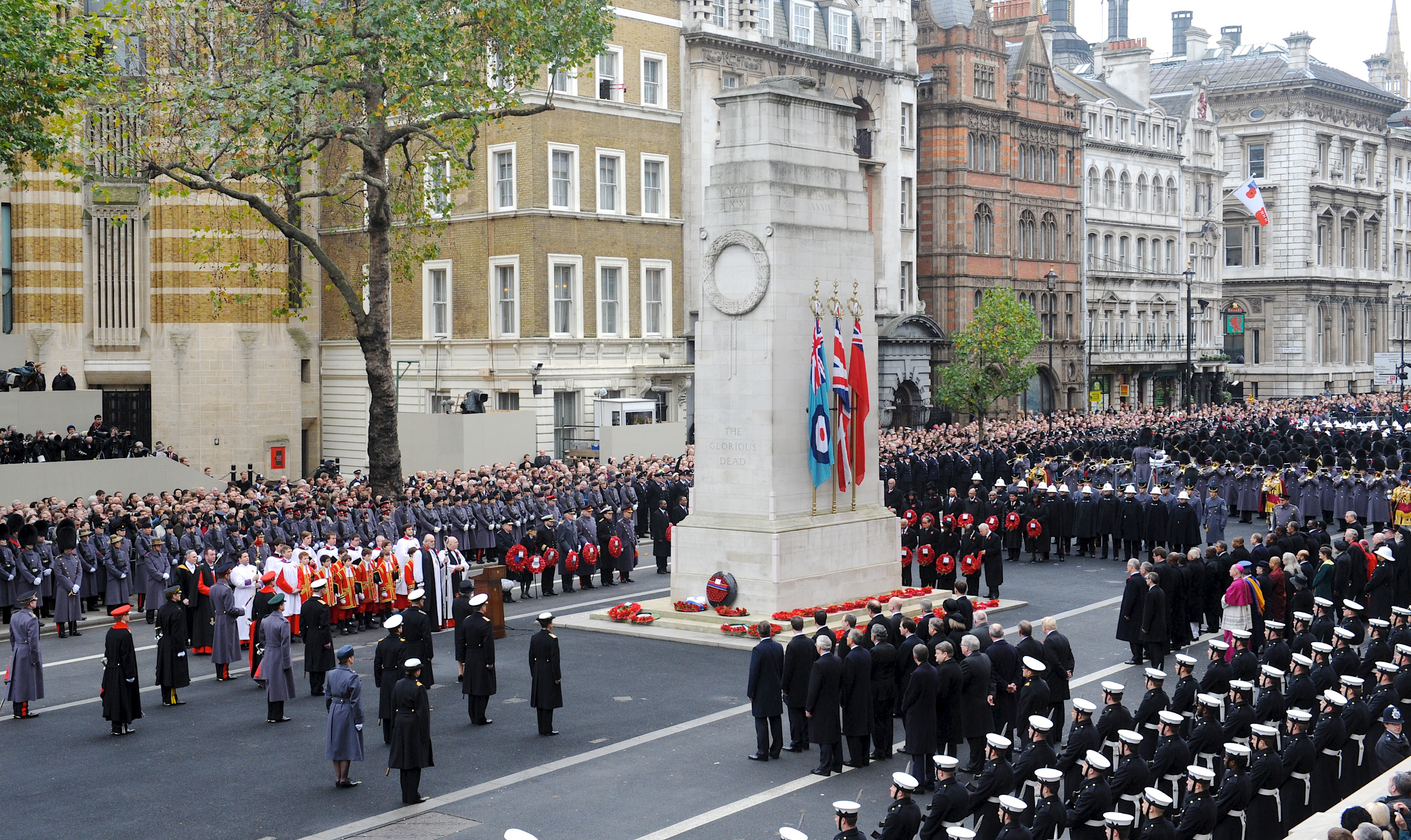
2010年國殤禮拜日的獻花圈儀式

每年國殤禮拜日（即離一戰停戰日11月11日最近的星期日）的11點，英國的全國國殤紀念儀式在此舉行。從1919年到1945年，國殤紀念儀式都在停戰日當天舉行，但從1945年開始移到星期日舉行。制服部隊人員（除了消防和救護人員外）在遊行經過紀念碑時會向其敬禮。
雖然從二戰時開始停戰日當天的紀念活動曾一度廢止，但近年通過慈善組織“西綫協會”的努力，在停戰日當天的 11點在紀念碑舉行紀念儀式的傳統得到恢復。
第一次在此舉行停戰日紀念儀式是1919年11月11日，起因是英王喬治五世提議在英國全境進行兩分鐘默哀，並在倫敦舉行紀念儀式。當天，數以千計的民衆聚集在白廳上的臨時紀念碑四周，首相大衛·勞萊·喬治從附近的唐寧街首相府步行至紀念碑獻上花圈。一名法國總統代表也獻了花圈。陸軍和海軍軍人組成儀仗隊。儀式之後，退伍軍人協會組織了閲兵式，列隊經過紀念碑。
除了國殤紀念日外，在每年的其他日子也有紀念活動在此舉行。這些紀念活動包括一些部隊特有的紀念日，例如：皇家坦克團在國殤禮拜日后一星期日（接近11月20日康布雷戰役紀念日）舉行的閲兵式，紀念的是一戰中英軍歷史上最早的大型坦克戰役，以及六月，女王生日閲兵后一星期日舉行的愛爾蘭團聯合協會組織的閲兵式，紀念1922年解散的英軍愛爾蘭部隊陣亡將士。
此外，每年的二戰諾曼第戰役D日周年紀念、福克蘭戰爭及1914年福克蘭戰役紀念、澳紐軍團日以及索姆河战役攻勢紀念也都在此舉行。

## 類似紀念碑
魯琴斯設計的第一座“空冢”式紀念碑位于南安普敦（1920年11月6日揭幕）。而他在白廳的設計後來又在英國和大英帝國各地建造戰爭紀念碑時得到借鑑。其中，在肯特郡的梅德斯通、伯克郡的雷丁各有一座以白廳紀念碑的設計為基礎，加上其他部分的團級部隊紀念碑，都在1921年揭幕。米杜士堡的戰爭紀念碑借鑑了魯琴斯的設計，1922年11月11日揭幕。香港的和平紀念碑幾乎完全複製了白廳的紀念碑，1923年揭幕。魯琴斯還設計了曼徹斯特的紀念碑，1924年7月12日揭幕，此紀念碑與倫敦的紀念碑類似但也有不同。在加拿大，多倫多的戰爭紀念碑于1925年11月11日揭幕，設計也類似白廳紀念碑。在百慕大的漢密爾頓則有一座2/3比例的複製建築，1925年5月6日揭幕。新西蘭奧克蘭的紀念碑設計非常接近倫敦的紀念碑，1929年11月揭幕。加拿大安大略省的倫敦也有一座完全複製的建築，1934年11月11日揭幕。
複製或類似紀念碑

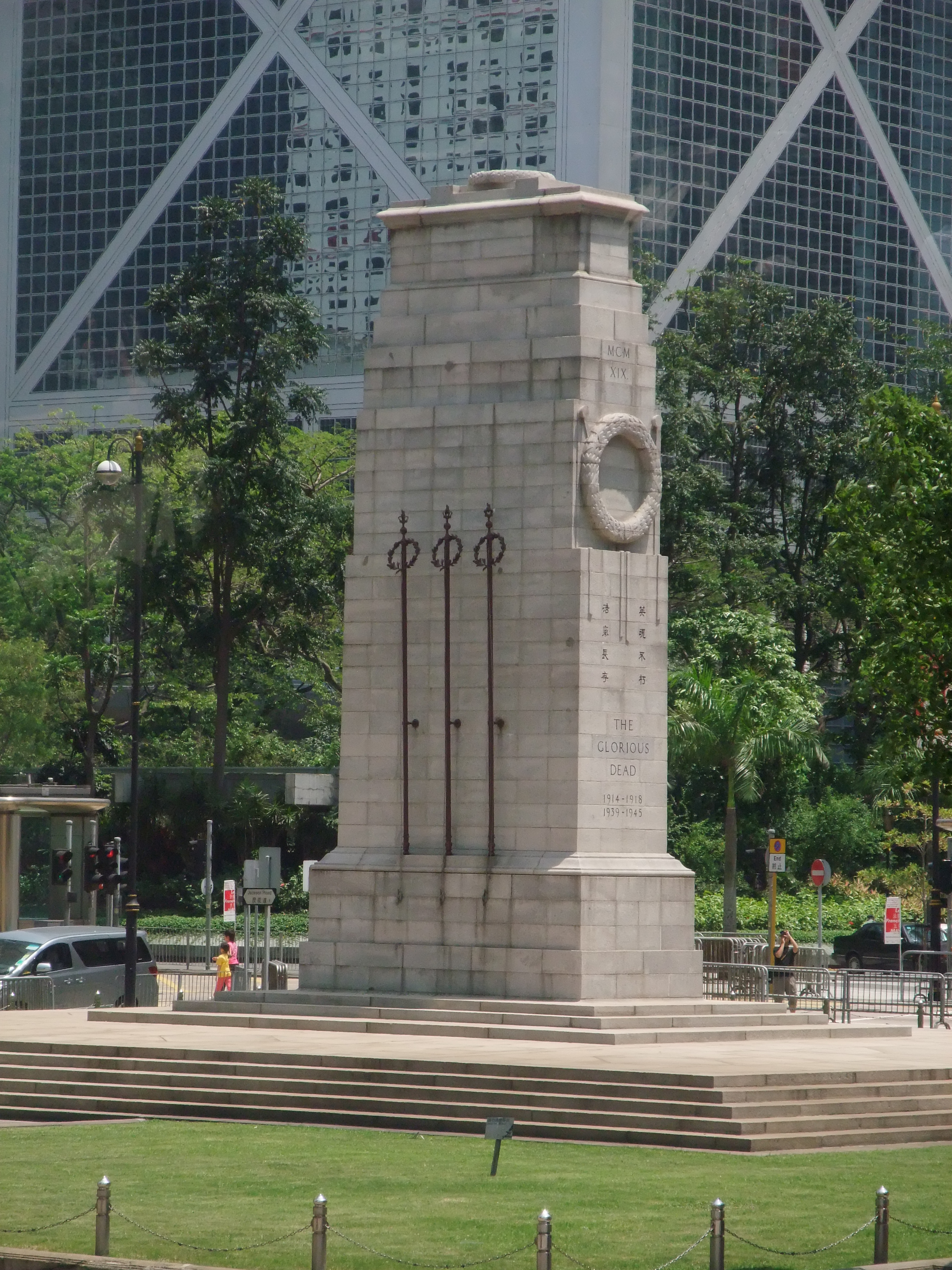
香港和平紀念碑
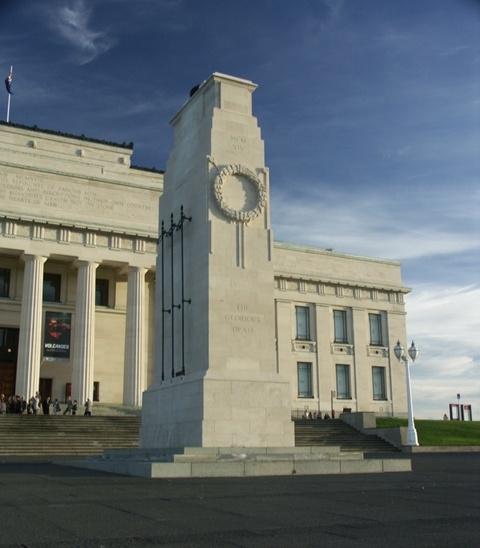
新西蘭奧克蘭戰爭紀念碑
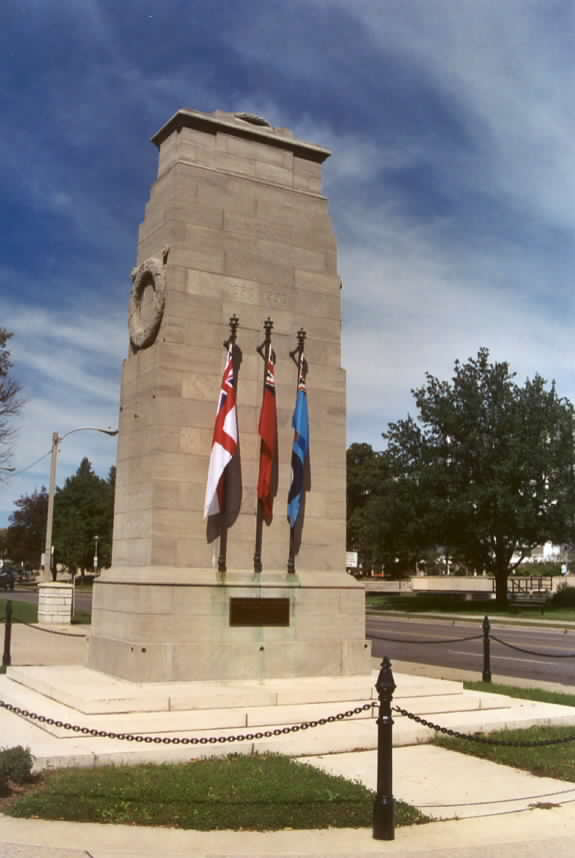
加拿大安大略省倫敦的維多利亞公園內的和平紀念碑，位於倫敦大會堂對面
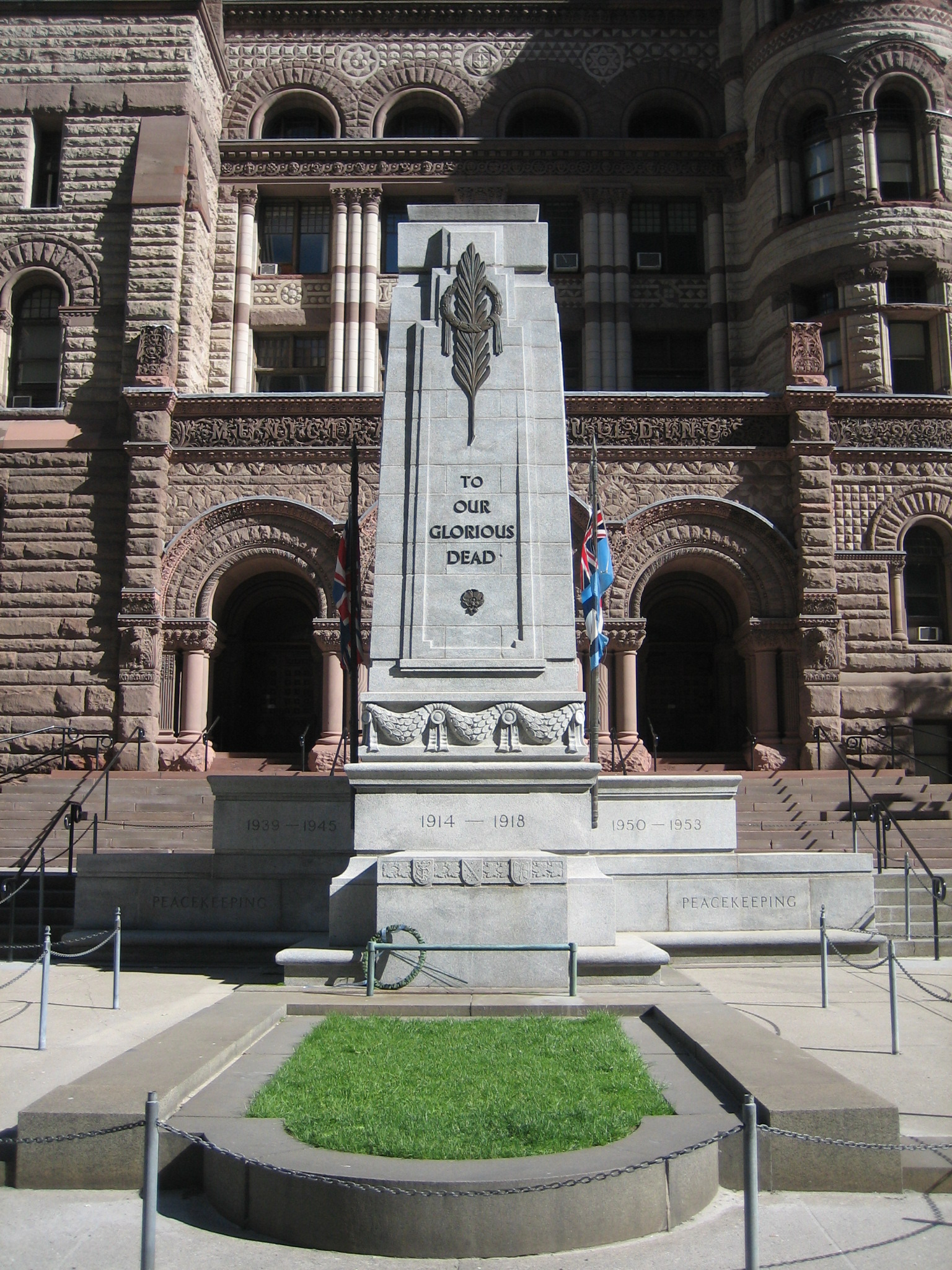
加拿大安大略省多倫多舊大會堂前的和平紀念碑

魯琴斯在英國設計的其他“空冢”式紀念碑

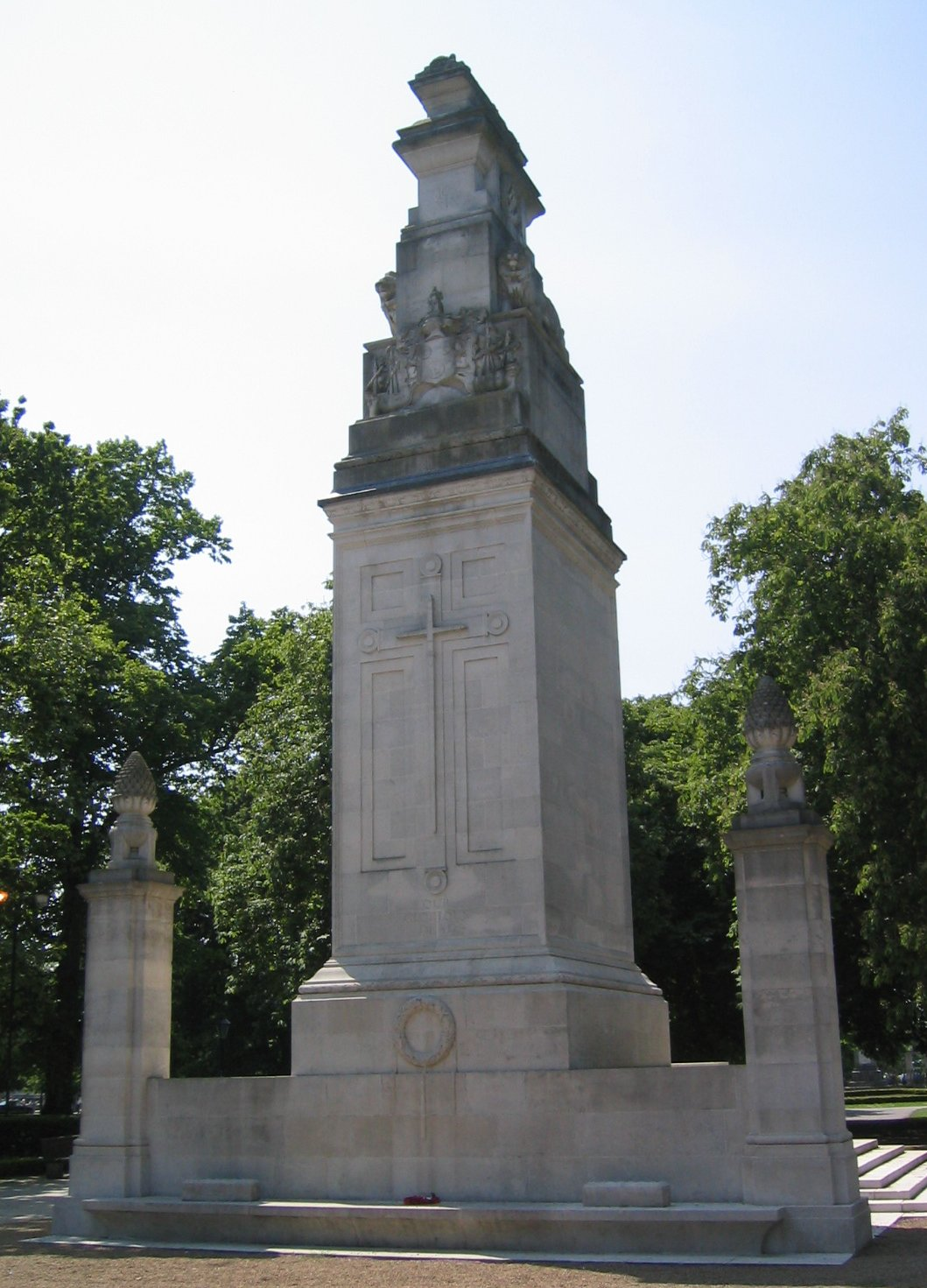
南漢普敦戰爭紀念碑
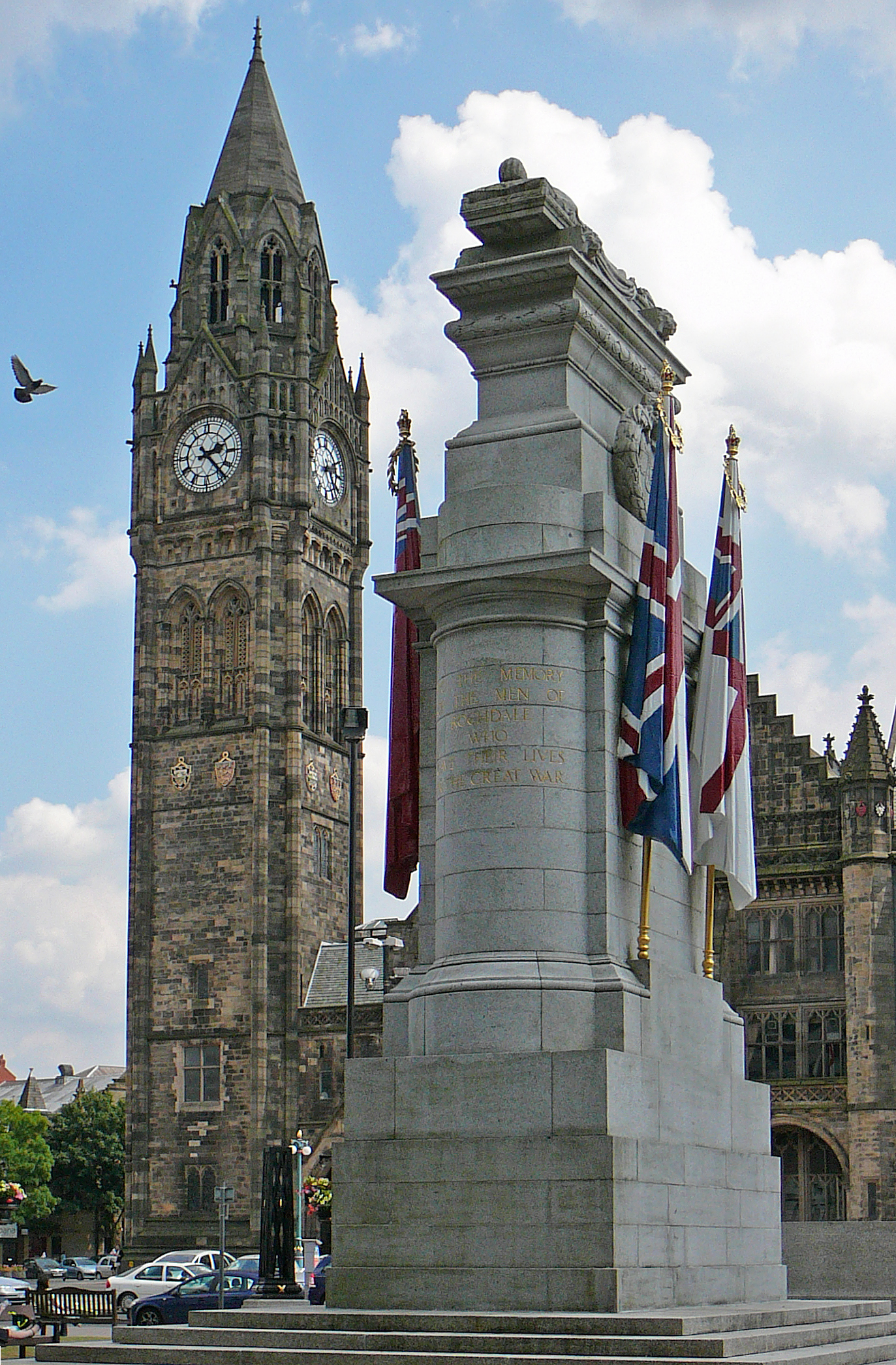
洛赫黛爾戰爭紀念碑
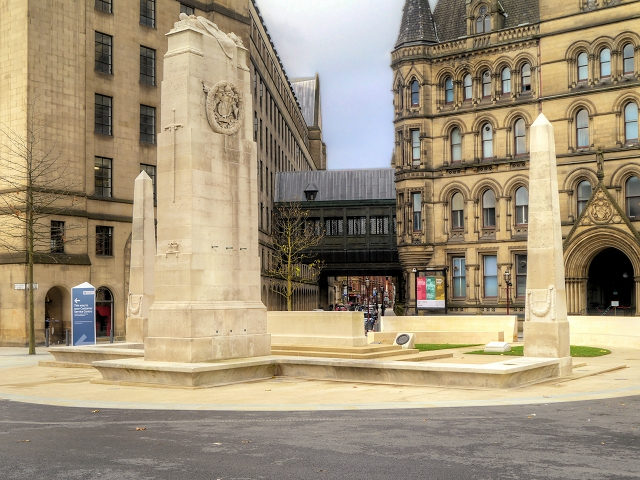
曼徹斯特戰爭紀念碑

## 延伸閱讀
- "The Story of the Cenotaph" by Eric Homberger, in The Times Literary Supplement, 12 November 1976
- 1919年和平日閲兵紀實 （Account of the Peace Day Parade of 1919） (www.aftermathww1.com)
- 戰爭紀念碑 （The Cenotaph） (英國退伍軍人協會 Veterans-UK)

## 外部連結
- 1948年國殤紀念儀式影像[] (英國百代 British Pathe)
- 戰爭紀念碑歷史照片 （页面存档备份，存于） (帝國戰爭博物館 Imperial War Museum)